# Yong Jun-hyung
Yong Junghyung (Hangul: 용준형; nascido no dia 19 de dezembro de 1989), conhecido popularmente apenas como Junhyung, é um cantor, compositor, rapper, ator, e produtor musical sul-coreano. Ele era um dos integrantes do grupo sul-coreano Highlight.

## Biografia
Junhyung nasceu em Seul, Coreia do Sul. Quando estava na 6ª série, ele mudou seu nome de nascimento Yong Jae Soon (Hangul: 용재순) para o seu nome atual. Ele promoveu em um grupo intitulado Xing ao lado de Kevin Woo (ex-integrante do U-KISS), e era conhecido como Poppin' Dragon. Ele participou de várias músicas de diversos artistas, tais como Change da HyunA, "Kkeojyeo Julge Jar Sara" (꺼져 줄게 잘 살아, I'll Back Off So You Can Live Better) da G.NA, Craze, That's What Love Is do Young Jee, Go Again da Navi e Words That Freeze My Heart do Wheesung.

## Carreira

### Highlight
Highlight (Hangul: 하이라이트 anteriormente conhecido como BEAST e B2ST), é um grupo sul-coreano formado pela Around US Entertainment em 2016. Enquanto estavam sob o nome B2ST, eles lançaram seu primeiro extended play intitulado Beast Is The B2ST no dia 14 de outubro de 2009, e fizeram sua primeira performance ao vivo no Music Bank.

### Atividades Individuais
Junhyung foi destaque no clipe musical de "눈물을 닦고" ("Wiping the Tears") de Gikwang, tendo participado como rapper ao lado de Doojoon. Ao lado de Yoseob, o comediante Lee Hyuk Jae, Moon Hee Joon e Kim Sook, eles saudaram os turistas japoneses para a campanha Visit Seoul 2010, onde celebridades coreanas e turistas japoneses visitaram Seul para o programa Star Guide Doshiraku da MBC, com o objetivo de aumentar a conscientização de áreas populares de Sul, bem como sua gastronomia.
Junhyung participou da música de estreia de HyunA intitulado Change. Yong, ao lado de 4Minute, participaram da canção Heard 'Em All para a versão asiática do álbum In Love & War da cantora norte-americana Amerie. Ele estrelou como um convidado especial na série High Kick Through The Roof da MBC. Ele esteve envolvido na escrita e performance nas partes de rap do álbum Hit Your Heart do 4Minute.
Junhyung participou do clipe musical de I'll Back Off So You Can Live Better do G.NA. Junhyung participou da Faddy Robot Foundation ao lado de HyunA, Outsider, Verbal Jint, Ssangchu do Mighty Mouth, Vasco e Zico; todos os lucros do álbum foram distribuidos para a caridade. A fim de encorajar a participação pública na comemoração de Seoul Summit Asia Bridge Contents (representando Choi Jin, foi anunciado que a cimeira do G20 realizado em Seul criou a música da campanha intitulado Let's Go, tendo sido composta por Shinsagond Tiger, Lim Sanghyuk, Eddie e Junhyung.
No dia 23 de novembro de 2010, Young Jee lançou uma música intitulada Crazy, That's What Love Is com participação de Junhyung, que escreveu as partes de rap. No dia 19 de janeiro, Navi lançou a música Go Again com participação de Junhyung. No dia 14 de março, Wheesung lançou a música Heart Aching Story com participação de Junhyung. Junhyung fez uma aparição no clipe musical de Close Your Mouth do M&D ao lado de Hongki e Jonghoon do F.T. Island, Simon D e Jia. Ele também participou da música A Bitter Day da HyunA, Be Quiet da Kim Wansun e Don't Act Countrified de ALi.
Junhyung lançou uma música solo intitulada 너 없이 사는 것도 (Living Without You)" no dia 3 de fevereiro de 2012. A música foi escrita em um estilo hip-hop, e foi co-produzida por Junhyung e Kim Tae Joo. A música conta a história de um homem que deve superar a dor de ter sido traído pela mulher que ele ama. As músicas “이럴 줄 알았어 (I Knew It)" e "너 없이 사는 것도 (Living Without You)" estão relacionadas com Living Without You, sendo um prólogo e uma continuação, respectivamente. Junhyung também produziu o primeiro extended play de Yoseob intitulado First Collage, tendo sido lançado no dia 21 de novembro.
O produtor Brave Brothers criou o projeto intitulado 'Absurd', que contou com Junhyung, LE do grupo EXID e FeelDog do grupo Big Star. Brave Brothers disponibilizou a prévia da versão do clipe musical de Junhyung no dia 17 de fevereiro de 2013, e então disponibilizou a imagem promocional no dia 21 de fevereiro. Junhyung produziu e escreveu o álbum Hard To Love, How To Love ao lado de Kim Tae Joo. Ele estrelou na serie sul-coreana intitulada Monstar, a qual foi ao ar no dia 17 de maio de 2013 no canal da Mnet. Junhyung lançou seu extended play de estreia intitulado Flower no dia 13 de dezembro de 2012. A faixa título, Flower, ficou no topo dos gráficos músicas, bem também como outras músicas como Caffeine (Piano Version) (com participação de Yoseob) e Anything (com participação de G.NA).
Em 2014, Junhyung participou da música de estreia de Megan Lee, 8dayz. Ele participou dos clipes musicais de I Feel You de Lee Seunghwan, I Hate You de Eru, Breakable Heart de Lyn, Good Boy de Baek Jiyoung e She's Bad de Natthew.

## Discografia

### Extended Play
- Flower (2013)
- GOODBYE 20's (2018)

## Filmografia

### Reality Show
| Ano  | Título                     | Rede    | Papel  | Notas           |
| ---- | -------------------------- | ------- | ------ | --------------- |
| 2015 | Yong Jun Hyung's Good Life | Cube TV | Elenco | com Kim Tae Joo |

### Show de Variedades
| Ano         | Rede        | Título                                             | Papel               | Notas                                                        |
| ----------- | ----------- | -------------------------------------------------- | ------------------- | ------------------------------------------------------------ |
| 2010        | MBC         | Idol Star Athletics Championships (Edição de 2010) | Competidor          | com Highlight                                                |
| 2010        | MBC Every 1 | Countdown                                          | Elenco              | com Highlight                                                |
| 2011        | Mnet Japão  | Exciting CUBE TV                                   | Elenco              | com Highlight                                                |
| 2011        | KBS2        | 1 vs. 100                                          | Competidor          | com Highlight                                                |
| 2012        | MBC         | Idol Star Athletics Championships (Edição de 2012) | Competidor          | com Highlight                                                |
| 2012        | KBS2        | Let's Go! Dream Team (2° Temporada)                | Competidor          | com Highlight                                                |
| 2015        | SBS         | Law of the Jungle in Samoa                         | Elenco              | Episódios 186 - 190 com Doojoon                              |
| 2016 - 2017 | MBC Every1  | Hitmaker (3° Temporada)                            | Apresentador        | Co-apresentador com Jeong Hyeong Don                         |
| 2017        | MBC         | My Little Television                               | Convidado           | Episódios 92 - 93 (MLT-46) com Highlight (Tema: Acampamento) |
| 2017        | MBC         | King Of Mask Singer                                | Painelista Especial | Com Doojoon                                                  |
| 2017        | MBC         | It's Dangerous Beyond The Blankets                 | Elenco              | Ele mesmo                                                    |
| 2017        | Mnet        | I Can See Your Voice                               | Competidor          | Com Highlight                                                |
| 2017        | JTBC        | Carefree Travelers                                 | Elenco              | Episódios 29 - 31 (Em Hokkaido) com Doojoon                  |

### Drama
| Ano  | Título                          | Rede | Papel          | Notas                 |
| ---- | ------------------------------- | ---- | -------------- | --------------------- |
| 2012 | Salamander Guru and The Shadows | SBS  | Joker          | Participação Especial |
| 2013 | Monstar                         | Mnet | Yoon Seol Chan | Papel Principal       |

## Prêmios e indicações
| Ano  | Prêmio                               | Categoria                          | Trabalho | Resultado |
| ---- | ------------------------------------ | ---------------------------------- | -------- | --------- |
| 2013 | 7° Edição do Mnet 20's Choice Awards | 20's Hot Cover Music – "Past Days" | Monstar  | Indicado  |
| 2013 | 7° Edição do Mnet 20's Choice Awards | 20's Booming Star - Male           | Monstar  | Indicado  |
| 2013 | 6° Edição do Korea Drama Awards      | Best Couple Award com Ha Yeon Soo  | Monstar  | Indicado  |
| 2013 | 6° Edição do Korea Drama Awards      | Best New Actor                     | Monstar  | Venceu    |